# Sträv fjärsing
Sträv fjärsing (Trachinus radiatus) är en fisk tillhörande ordningen abborrartade fiskar som finns i varmare delar av Östatlanten.

## Utseende
Som alla fjärsingar är arten en avlång fisk med två ryggfenor, av vilka den bakre (tillsammans med analfenan) är mycket lång. På den främre ryggfenans taggstrålar och gällockets taggar finns det giftkörtlar. Ögonen sitter högt upp på huvudet. Den främre ryggfenan har 7 taggstrålar, medan den bakre har 24 till 27 mjukstrålar. Analfenan har 2 taggstrålar följda av 26 till 29 mjukstrålar. Färgen är brungul med ett flertal mörka fläckar längs sidorna. Stjärtfenan har en mörk kant och en del mörka fläckar vid basen. Som mest kan arten bli 50 cm lång, men överstiger sällan 25 cm.

## Vanor
Den sträva fjärsingen är en bottenfisk som vanligen lever på sand- och dybottnar på ett djup av 30 till 60 m, även om den kan gå ner till 150 m. Både ägg och larver är pelagiska.

## Utbredning
Fisken förekommer i östra Atlanten från Portugal via Medelhavet till Angola.